# Premiile Independent Spirit
Premiile Independent Spirit (în engleză Independent Spirit Awards) sunt premii anuale acordate de Film Independent, o organizație non-profit dedicată filmelor independente și realizatorilor de astfel de filme.
Premiile Independent Spirit au fost acordate prima dată în 1984. Sunt premii dedicate regizorilor independenți. Câștigătorilor li s-au oferit, de obicei, piramide din sticlă acrilică cu o figurină de metal sub forma unei păsări.
Prezentarea premiilor are loc în interiorul unui cort într-o parcare de pe plaja din Santa Monica, California, de obicei cu o zi înainte de decernarea Premiilor Oscar (din 1999; inițial sâmbăta înainte). Ceremonia este transmisă de canalul IFC în SUA, Hollywood Suite în Canada și A&E Latin America..

## Categorii

### Categorii curente
- Cel mai bun film
- Cel mai bun regizor
- Cel mai bun actor (din 2022)[5][6]
- Cel mai bun actor în rol secundar (din 2022)
- Cea mai bună performanță revoluționară
- Cea mai bună imagine
- Cel mai bun montaj
- Cel mai bun film documentar
- Cel mai bun film de debut
- Cel mai bun film internațional
- Cel mai bun scenariu
- Cel mai bun scenariu de debut
- Premiul John Cassavetes
- Premiul Robert Altman

### Foste categorii
- Cel mai bun actor în rol principal (1985 - 2021)
- Cea mai bună actriță în rol principal (1985 - 2021)
- Cel mai bun actor bărbat în rol secundar (1985 - 2021)
- Cea mai bună actriță în rol secundar (1985 - 2021)